# Johann Jakob Hemmer

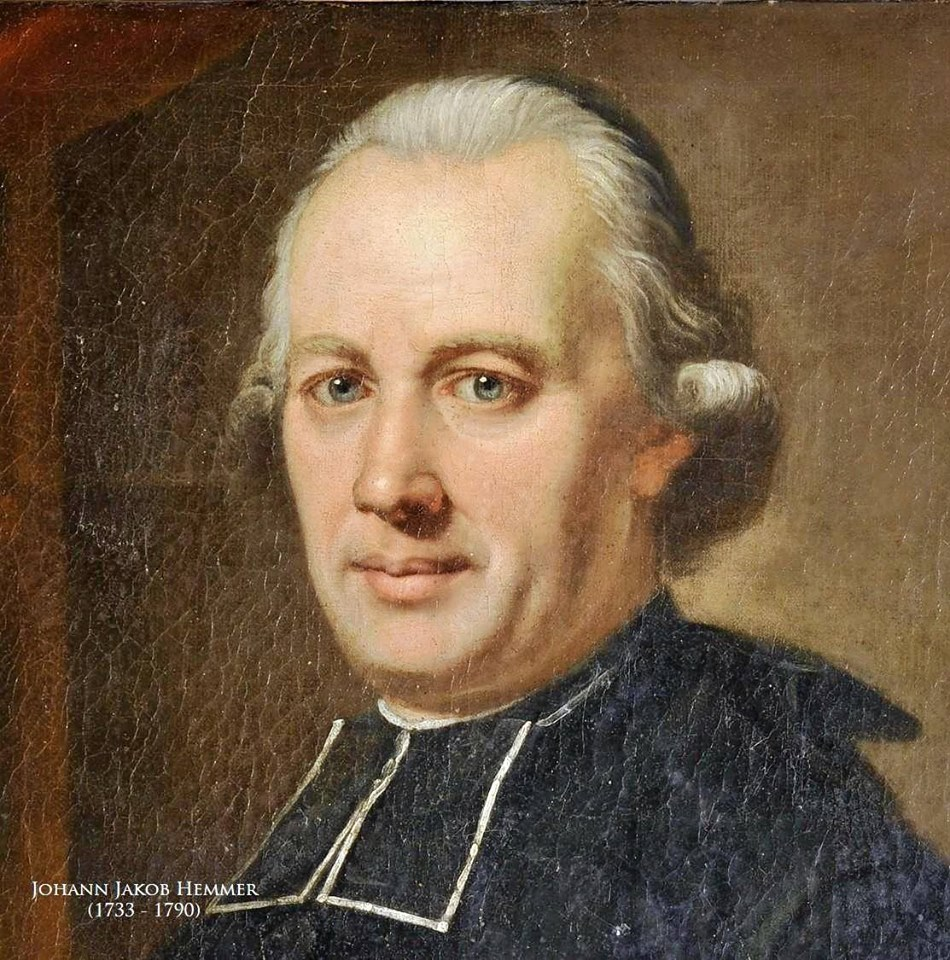
Johann Jakob Hemmer

Johann Jakob Hemmer (* 13. Juni 1733 in Horbach; † 3. Mai 1790 in Mannheim) war ein deutscher katholischer Geistlicher, Meteorologe, Physiker und Sprachwissenschaftler. Er veröffentlichte auch unter dem Pseudonym Jakob Domitor (lateinisch Zähmer, Bezwinger).

## Leben
Johann Jakob Hemmer studierte zunächst Philosophie und Mathematik, dann Katholische Theologie in Köln. Das Theologiestudium absolvierte er am Kölner Jesuitenkolleg, ohne jedoch das Ordensgelübde abzulegen. Nach dem Studium wurde Hemmer Hauslehrer bei dem kurpfälzischen Kammerherrn Franz Georg Ernst von Sturmfeder, durch den er eine Stelle als Hofkaplan bei Kurfürst Carl Theodor in Mannheim erlangte. 1767 wurde Hemmer Mitglied der von diesem ins Leben gerufenen Kurpfälzischen Akademie der Wissenschaften, deren physikalisches Kabinett Hemmer ab 1776 als Direktor leitete. Ab 1768 war Hemmer auch Kanonikus am St.-Gangolf-Stift in Heinsberg.
1780 wurde Hemmer Sekretär der Pfälzischen Meteorologischen Gesellschaft (Societas Meteorologica Palatina), die von 1780 bis 1795 existierte, in der Akademie der Wissenschaften. Besonders Hemmers meteorologisches Wirken brachte ihm europaweite Bekanntheit ein. Er wurde nicht nur Geistlicher Geheimrat am Mannheimer Hof, sondern auch Hofrat des Herzogs Karl August von Zweibrücken und Geheimer Hofrat des Königs Stanislaus von Polen. Darüber hinaus war Hemmer Mitglied in der Landwirtschaftlichen Gesellschaft Kaiserslautern und in gelehrten Gesellschaften in Bologna, Dijon und Stockholm. 1788 wurde er in die American Academy of Arts and Sciences gewählt.

## Meteorologisches Werk
Als Sekretär der Pfälzischen Meteorologischen Gesellschaft baute Hemmer ab 1780 ein Netz von 39 Wetterstationen auf, das sich von Neuengland über Grönland und 14 Stationen in Deutschland bis zum Ural erstreckte. Hemmer wollte von allen Wetterstationen gleichförmige Daten erlangen, um verschiedene Orte und verschiedene Jahre vergleichen zu können. Diese Vergleichbarkeit über lange Zeit dient als Grundlage für die Beobachtung von Wetter- und Klimaveränderungen. Deshalb organisierte Hemmer das Beobachtungsnetz nach vier Gesichtspunkten, die den Grundlagen moderner Wetterbeobachtung entsprechen:
1. In allen Stationen wurden die gleichen Messgeräte benutzt, die vom Kurfürsten bezahlt und nach Hemmers Vorstellungen angefertigt wurden.
2. Hemmer erstellte eine einheitliche Beobachteranleitung.
3. Er legte einheitliche Beobachtungstermine fest, die Mannheimer Stunden.
4. Hemmer sorgte für eine rasche Veröffentlichung der Daten, die ihm nach Mannheim gesandt wurden.

Nach Hemmers Tod verfiel das Beobachtungsnetz schrittweise. 1795 wurde beim Beschuss Mannheims im Koalitionskrieg zwischen Frankreich, Preußen und Österreich das Physikalische Kabinett des Kurfürsten zerstört und deshalb anschließend die Meteorologische Gesellschaft aufgelöst. Damit endete auch die Arbeit des Mannheimer meteorologischen Weltnetzes, dessen Prinzipien und Beobachtungszeiten aber auch heute noch in der Meteorologie Anwendung finden.

## Physikalisches Werk

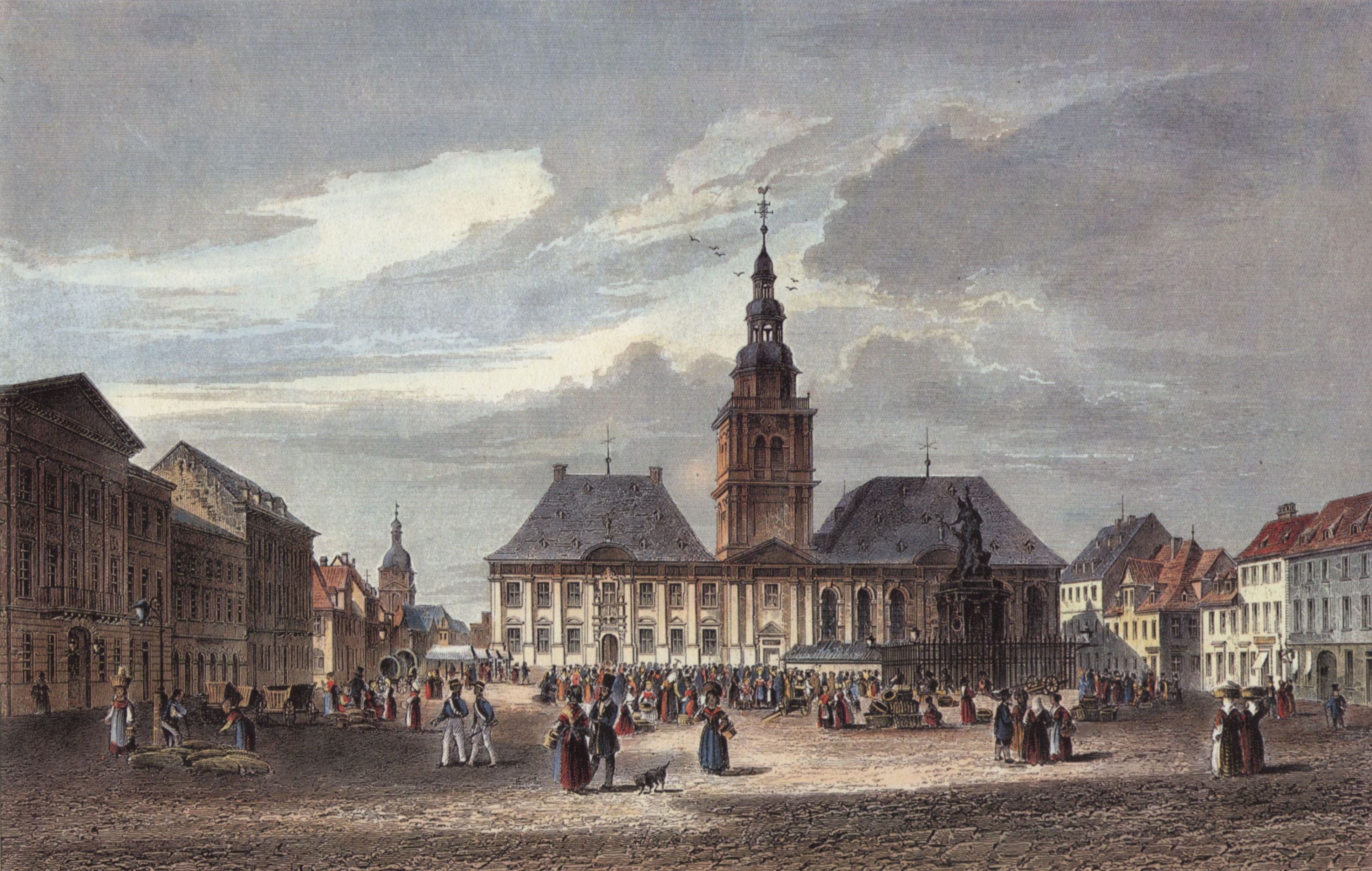
Hemmerscher Fünfspitz am Alten Rathaus und an St. Sebastian in Mannheim

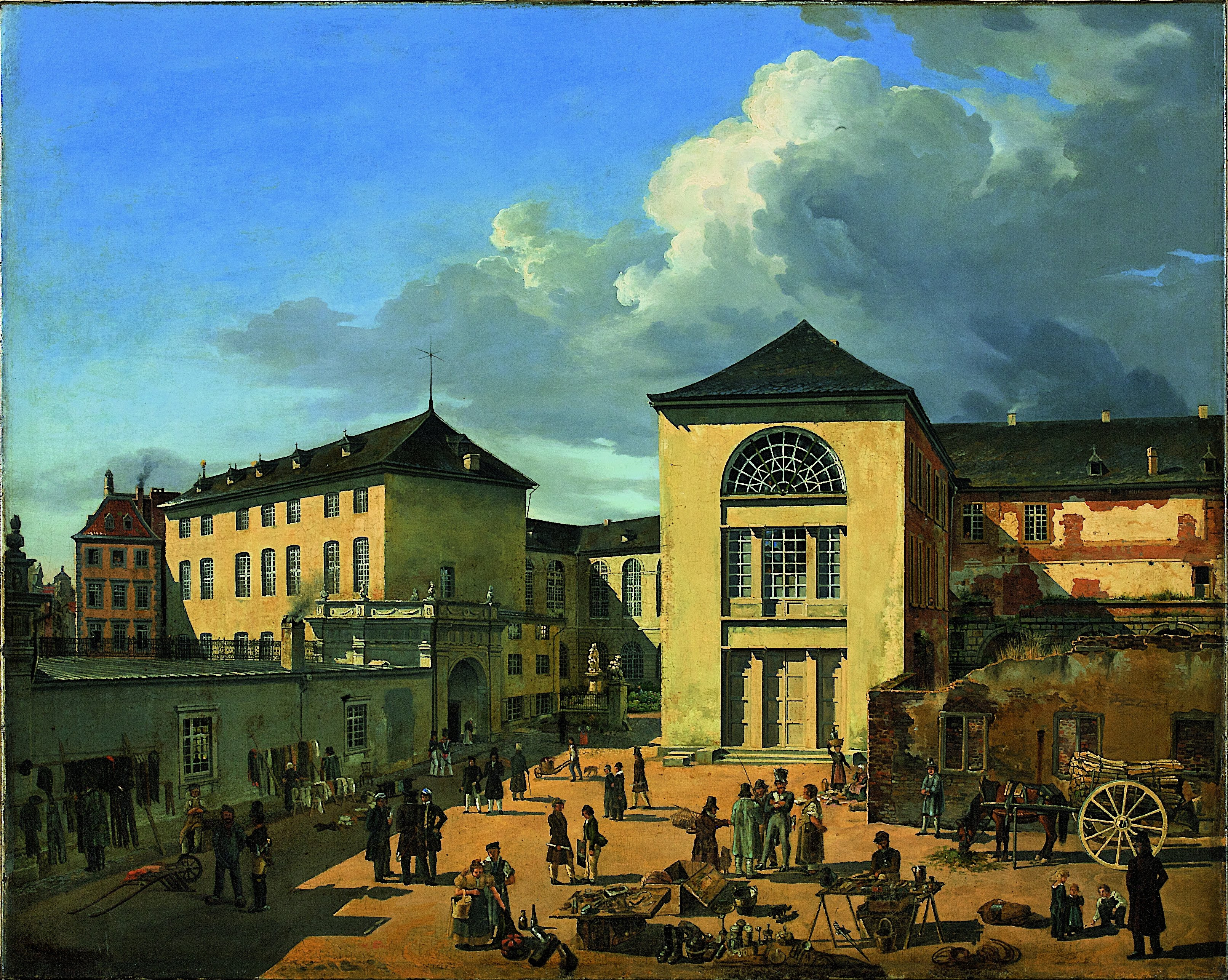
Hemmerscher Fünfspitz auf der ehemaligen Gemäldegalerie Düsseldorf, damals Kunstakademie Düsseldorf; Gemälde von Andreas Achenbach, 1831

Als Physiker interessierte sich Hemmer für Elektrizität und führte Experimente in diesem Bereich durch. Als Direktor des Physikalischen Kabinetts des Kurfürsten führte Hemmer diese Experimente auch in der Öffentlichkeit vor, des Weiteren Versuche zum Schmelzen von Metallen mit Brennlinsen. Bedeutung erlangte er auch als Physiker in Verbindung zum Wetter: Sein Interesse für atmosphärische Elektrizität führte ihn zum Studium von Blitzableitern (zeitgenössisch „Wetterleiter“), die er auf Anordnung des Kurfürsten Karl Theodor im Jahre 1769 auf allen Pulvertürmen und Schlössern in der Kurpfalz anbringen ließ. Hemmer entwickelte eine Variante des Blitzableiters mit fünf Spitzen („Hemmerscher Fünfspitz“) und war zusammen mit Johann Albert Heinrich Reimarus ein Wegbereiter für die flächendeckende Einführung von Blitzschutz.

## Sprachwissenschaftliches Werk

### Überblick
Hemmer veröffentlichte mehrere Werke zur Orthographie sowie zur Grammatik und Gestaltung der deutschen Standardsprache, dazu einige Rezensionen zu Werken anderer Sprachwissenschaftler. Er baute teilweise auf den grammatischen Konzeptionen von Johann Christoph Gottsched auf und nahm einige Positionen des Dichters Friedrich Gottlieb Klopstock zur Orthographie vorweg. Seine Veröffentlichungen lösten lebhafte Reaktionen aus. Sie ernteten sowohl Zustimmung als auch Kritik (u. a. von Johann Christoph Adelung) und führten sogar zu anonymen Schmähschriften.

### Grammatik und Standardsprache
Hemmers Entwürfe zur Grammatik gingen von einer Kritik am Zustand der deutschen Sprache aus, die er in einer mangelhaften Verfassung sah. Diese Kritik entwickelte er hauptsächlich anhand des gesprochenen Standarddeutschen der Kurpfalz. Hemmer beschrieb Dialekt und Latein als ungeeignet für die Entwicklung und Verbreitung von Wissenschaft und Kunst. Er kritisierte einen übermäßigen Fremdwortgebrauch und machte Vorschläge zur „Verdeutschung“ von Begriffen. Hemmer vertrat einen gemäßigten Purismus, da er nicht alle Fremdwörter ablehnte. In seiner Deutschen Sprachlehre von 1775 legte er den Sprachgebrauch der Gelehrten als Vorbild für die Gestaltung des Deutschen zu Grunde. Die Aufgabe der Grammatik beschrieb Hemmer als Ableitung logischer Regeln aus der Sprache, was seine Beeinflussung durch die philosophische Grammatik, besonders die Grammatik von Port Royal, widerspiegelte. Viele Konzepte Hemmers sind aus Werken anderer Grammatiker wie Gottsched, Carl Friedrich Aichinger oder Heinrich Braun zusammengetragen.
Hemmers erste Schrift Deutsche Sprachlehre, zum Gebrauch der kuhrpfälzischen Lande (1769) wurde von einem anonymen Autor, der sich als „Liebhaber der Wahrheit“ bezeichnete, in einer polemischen Schrift kritisiert, was Hemmer 1771 mit einer Verteidigungsschrift beantwortete.

### Orthographie
Die orthographischen Vorschläge Hemmers unterstützten zunächst eine möglichst genaue Wiedergabe des Wortklangs durch die Schrift (Orthopoetik). Ziel der Orthographie sollte die „Eineindeutigkeit“ sein, also die Zuordnung nur einer Wortform für jeden Begriff und nur eines Begriffs für jede Wortform. In späteren Werken befürwortete Hemmer auch die Orientierung am üblichen Sprachgebrauch und der Vernunft. Letzteres verweist wieder auf den Einfluss rationalistischer Grammatiktheorien der Schule von Port Royal. Etymologie und Analogie als Prinzip der Orthographie blieben bei Hemmer untergeordnet. In seinem Spätwerk unterstützte Hemmer das Prinzip der Kleinschreibung.

## Werke
- Abhandlung über die deutsche Sprache zum Nutzen der Pfalz (Mannheim 1769)
- Vertheidigung seiner Abhandlung über die deutsche Sprache, wider die Anmerkungen eines sogenannten Liebhabers der Wahrheit (Mannheim 1771)
- Deutsche Sprachlehre, zum Gebrauche der kuhrpfälzischen Lande (Mannheim 1775)
- Als Jakob Domitor: Grundris einer dauerhaften Rechtschreibung, Deütschland zur Prüfung vorgelegt (Mannheim 1776)
- Kern der deütschen Sprachkunst und Rechtschreibung (Mannheim 1780)
- Ephemerides Societas Meteorologica Palatinae (Mannheim 1781–88)
- Begriff und Nutzen der Wetterleiter (Mannheim 1783)
- Anleitung, Wetterleiter an allen gattungen von gebäuden auf di sicherste art anzulegen (Mannheim 1786)
- Verhaltungsregeln, wenn man sich zur gewitterzeit in keinem bewafneten gebäüde befindet (Mannheim 1789)
- Kurzer begriff und nuzen der Wetterleiter bei gelegenheit derjenigen, di auf dem schlosse, und den übrigen kurfürstlichen gebäüden zu Düsseldorf errichtet worden sind / abgefasset von J. Jakob Hemmer’n. – Düsseldorf, 1782 (Digitalisierte Ausgabe der Universitäts- und Landesbibliothek Düsseldorf)